# Jeleniów

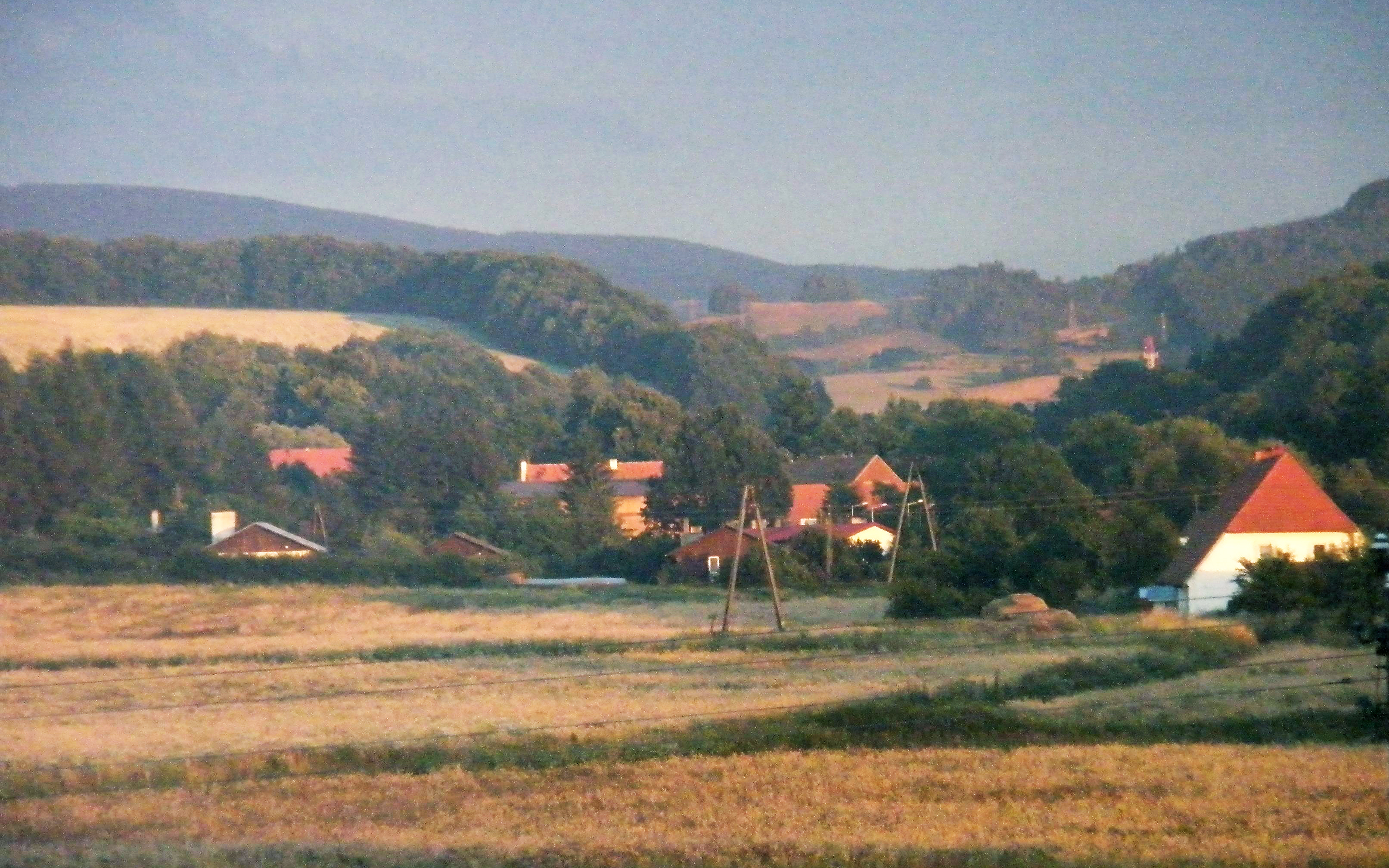
Jeleniów

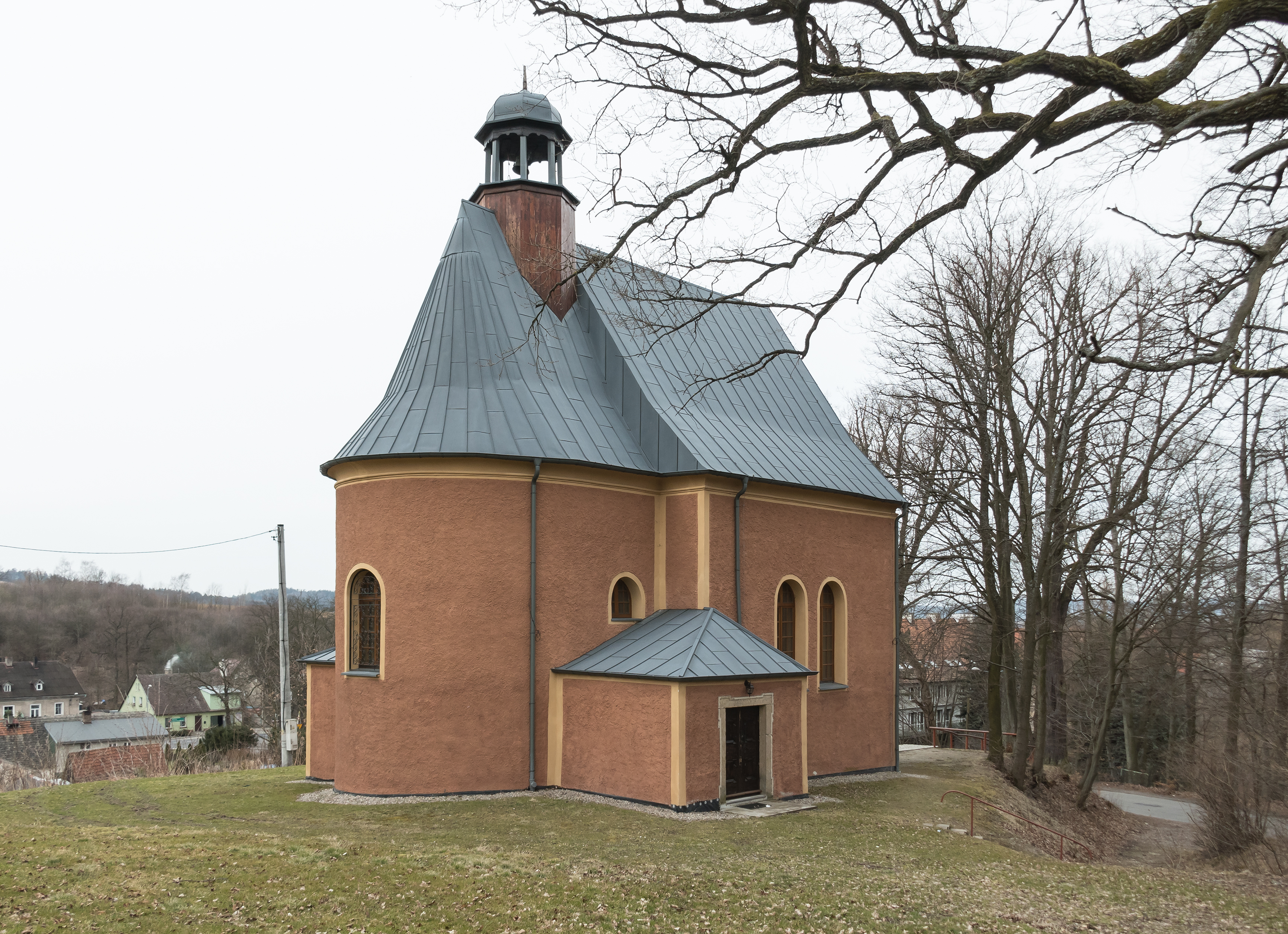
Kirche in Jeleniow

Jeleniów (deutsch Gellenau; tschechisch Kelnov, auch Jelenov) ist ein Ort in der Landgemeinde Lewin Kłodzki (Lewin) im Powiat Kłodzki der Woiwodschaft Niederschlesien in Polen. Es liegt zwei Kilometer südöstlich von Kudowa-Zdrój (Bad Kudowa).

## Geographie
Jeleniów liegt im Tal der Bystra (Schnelle) an der Europastraße 67. Nachbarorte sind Jerzykowice Wielkie (Großgeorgsdorf) im Norden, Dańczów (Tanz) und Kulin Kłodzki (Keilendorf) im Osten, Lewin Kłodzki im Südosten, Jarków (Järker) im Süden, Brzozowie (Birkhagen) im Südwesten und Zakrze (Sackisch) im Nordwesten. Südwestlich verläuft die Grenze zu Tschechien.

## Geschichte
„Geylnaw“, das ursprünglich zur böhmischen Herrschaft Nachod gehörte, wurde erstmals 1350 im Glatzer Mannrechtsprotokoll erwähnt. Für das Jahr 1477 ist ein Vorwerk mit der Schreibweise „Kelnow“ belegt. Damals gliederte Herzog Heinrich d. Ä., dem seit 1472 die Herrschaften Nachod und Hummel sowie die Grafschaft Glatz gehörten, das gesamte Kirchspiel der Lewiner Pfarrkirche St. Michael, zu dem Gellenau gehörte, in die Herrschaft Hummel und diese im selben Jahr in seine Grafschaft Glatz ein. Nach der Auflösung der Herrschaft Hummel Ende des 16. Jahrhunderts wurde Gellenau 1595 an die Stadt Reinerz verkauft und gleichzeitig zu einem Freirichtergut erhoben. Der Kaufvertrag wurde vom Glatzer Landeshauptmann Melchior von Rechenberg unterschrieben und am 10. Juli 1598 im Urbarium verzeichnet. Zu den Privilegien des Freirichters gehörten das Braurecht, der Betrieb eines Kretschams, das niedere Jagdrecht, die Fischerei und das Teichrecht. Zwei Jahre später erwarb das Richtergut Kaspar Alten aus Hermannseifen bei Trautenau nebst einer Mehlmühle, acht Häuslerstellen und zwölf Teichen. Wegen seiner Beteiligung am böhmischen Ständeaufstand von 1618 wurde sein Gut 1623 vom böhmischen Landesherrn Kaiser Ferdinand II. konfisziert und zunächst dem Glatzer Jesuitenkolleg zum Genuss übergeben. Kurze Zeit später übergab es Erzherzog Karl von Österreich anstatt einer Schuldforderung dem Freiherrn Carl von Strassoldo. Nachdem Caspar Alten zur katholischen Religion zurückkehrte und 420 Gulden Strafe bezahlte, erhielt er seine Besitzungen 1627 zurück. Für 1631 sind in Gellenau 14 Bauern, neun Gärtner und vier Neuansiedler verzeichnet. Zum Freirichtergut gehörten im selben Jahr drei Bauern, eine Brauerei sowie eine Mehlmühle.
Nach dem Tod Caspar Alten 1643 erbte das Gut sein Sohn Johann Alten, der um die Mitte des 17. Jahrhunderts geadelt wurde; dessen Sohn Kaspar Josef von Alten erweiterte den Besitz durch den Kauf der Kammerdörfer Gellenau, Sackisch, Tanz, Tassau, Järker sowie Großgeorgsdorf und Kleingeorgsdorf. Diese waren nach der Auflösung der Herrschaft Hummel 1595 an die Böhmische Kammer gefallen und wurden um 1684 zur Finanzierung der Türkenkriege durch Kaiser Leopold I. in seiner Eigenschaft als König von Böhmen dem Kaspar Josef von Alten verkauft. Da die Bauern und Gärtner der Kammerdörfer mit dem Übergang an die Gutsherrschaft erhöhte Frondienste zu erbringen hatten, richteten sie eine Beschwerde an Kaiser Josef I. Von diesem wurde sie an die Landeshauptmannschaft in Glatz zur Untersuchung weitergeleitet.
Nach dem Tod des Kaspar Josef von Alten 1693 ging der Besitz auf seinen Sohn Johann Heinrich von Alten über, der zum Dank für die Errettung aus Lebensgefahr 1697 die St.-Trinitas-Kapelle erbaute. Da Heinrich von Alten kinderlos verstarb, fiel die Herrschaft Gellenau zunächst an seine drei Schwestern Anna Theresia, verheiratete Cirani, Anna Magdalena, verheiratet mit Georg von Ullersdorf auf Seifersdorf und Dürrkunzendorf und Johanna, verehelichte von Güsner. Nach einem Erbteilungsvergleich vom 21. Mai 1721, der von Ferdinand Heinrich von Neuhaus, Johann Georg von Schenkendorf, Franz von Tschischwitz und Johann Christoph von Werder unterzeichnet worden war, übernahm Anna Magdalena von Ullersdorf das Gut. 1741 erfolgte durch eine kaiserliche Kommission eine notwendig gewordene Grenzregulierung zwischen der böhmischen Herrschaft Nachod und der Gutsherrschaft Gellenau.
Anna Magdalena von Ullersdorf verstarb 1745 und vererbte das Gut ihrem Sohn Johann Georg von Ullersdorf. Dieser gehörte dem Malteserorden an und war Kanoniker an der Kathedrale in Königgrätz. Da das ererbte Gellenauer Gut stark verschuldet war, vertauschte er es 1748 mit Franz Anton von Haugwitz auf Pischkowitz gegen das Gut Schönau bei Bad Landeck. Das von seiner Mutter für den Königgrätzer Dom fundierte Kapital von 17.000 Gulden übertrug Johann Georg von Ullersdorf auf das Gut Schönau.
Nach dem Ersten Schlesischen Krieg 1742 und endgültig nach dem Hubertusburger Frieden 1763 kam Gellenau zusammen mit der Grafschaft Glatz an Preußen. Graf Johann Wenzel von Haugwitz erweiterte 1775 das Schloss durch den Anbau des barocken Westflügels. Nach seinem Tode erbte Gellenau 1782 sein gleichnamiger Sohn, Leutnant des Mahlen’schen Dragoner-Regiments. Er verkaufte den Besitz 1788 dem Justizrat Franz Bernhard von Mutius auf Altwasser, der ein Jahr später auch die Herrschaft Seitenberg erwarb. Dieser starb kinderlos, und das Rittergut Gellenau ging an seinen Neffen Major Carl (Karl) von Mutius (1790–1858) über. Um 1850 erweiterte Carl von Mutius das Schloss durch den Neubau des östlichen Flügels im Neorenaissance-Stil und des Dominialgebäudes, genannt der „Carlshof“; um diese Zeit wurden auch der große Park und die Obstplantagen angelegt. Carl von Mutius schenkte Schloss und Herrschaft zu Lebzeiten seinem Sohn Rittmeister Hans von Mutius, der mit einer Tochter des ehemaligen preußischen Kultusministers August von Bethmann-Hollweg verheiratet war. Er ließ vor dem Schloss eine Hirschplastik aus Bronzeguss aufstellen. Schloss und Gutsherrschaft blieben bis 1945 im Besitz der Familie von Mutius.
Nach der Neugliederung Preußens gehörte Gellenau ab 1815 zur Provinz Schlesien und war 1816–1945 dem Landkreis Glatz eingegliedert. Zum 28. Februar 1874 wurde der Amtsbezirk Gellenau errichtet, zu dem die Landgemeinden Gellenau, Groß Georgsdorf, Järker und Tanz sowie der Gutsbezirk Gellenau gehörten.
Durch den Bahnanschluss, der 1905 Kudowa-Sackisch erreichte, nahm Gellenau einen wirtschaftlichen Aufschwung. 1905–1909 erbaute die Firma Dierig eine Weberei mit 1000 Webstühlen, deren Anzahl 1924–1927 verdoppelt wurde. Durch den Bau von Werkswohnungen und -häusern fanden in Gellenau zahlreiche Bewohner aus entlegenen Dörfern Arbeit und Unterkunft. 1939 wurden 614 Einwohner gezählt. 1943 wurde ein Teil der Dierig-Fabrik für die Vereinigten Deutschen Motorenwerke beschlagnahmt. Hergestellt wurden dort Flugzeugteile für die Rüstungsindustrie unter Einsatz der jüdischen Zwangsarbeiterinnen aus dem Konzentrationslager in Sackisch, das ein Außenlager des KZ Groß-Rosen war. Die Gutsherrschaft verwaltete während des Zweiten Weltkriegs die spätere Schriftstellerin Dagmar von Mutius.
Als Folge des Zweiten Weltkriegs fiel Gellenau 1945 wie fast ganz Schlesien an Polen. Es wurde zunächst in Kielnów und kurze Zeit später in Jeleniów umbenannt. Die deutsche Bevölkerung wurde weitgehend vertrieben. Die neu angesiedelten Bewohner waren zum Teil Heimatvertriebene aus Ostpolen. In der vormaligen Textilfabrik Dierig wurde der Betrieb – zunächst unter Einsatz der nicht vertriebenen deutschen Einwohner – fortgeführt und später in Kudowskie Zakłady Przemysłu Bawełnianego umbenannt. 1991 wurde die Produktion eingestellt. 1975–1998 gehörte Jeleniów zur Woiwodschaft Wałbrzych (Waldenburg).

## Sehenswürdigkeiten
Unter Denkmalschutz stehen heute:
- Die Filialkirche St. Trinitas (kościół filialny pw. Trójcy Świętej) wurde 1695–97 errichtet als Stiftung von Johannes Heinrich von Alten
- Das Schloss Gellenau diente nach 1945 zeitweise als Kindererholungsheim. Es befindet sich in einem schlechten baulichen Zustand und ist nicht zugänglich. Im großen Schlosspark mit altem Baumbestand befindet sich eine Eisen-Schwefelquelle.

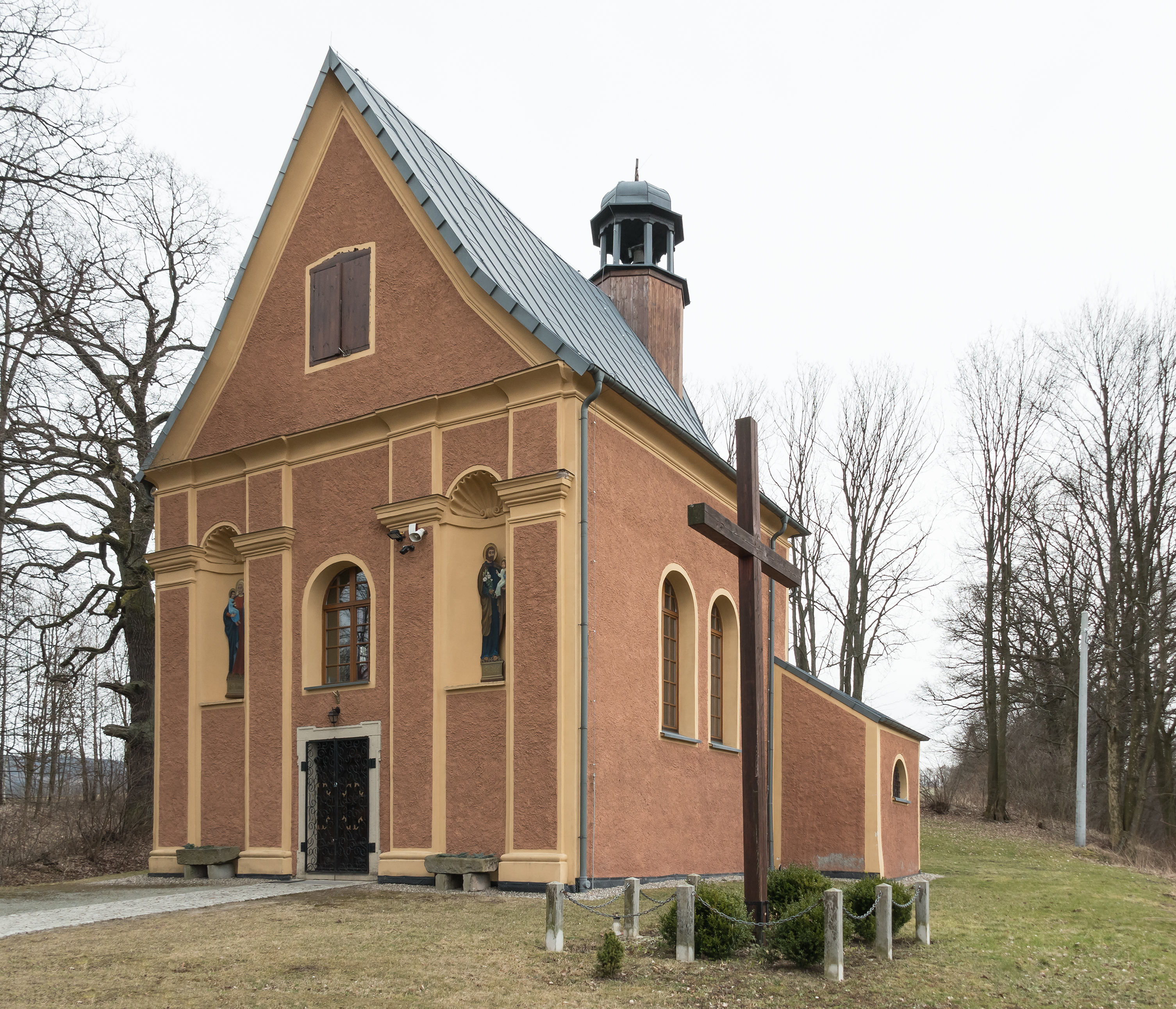
St. Trinitas
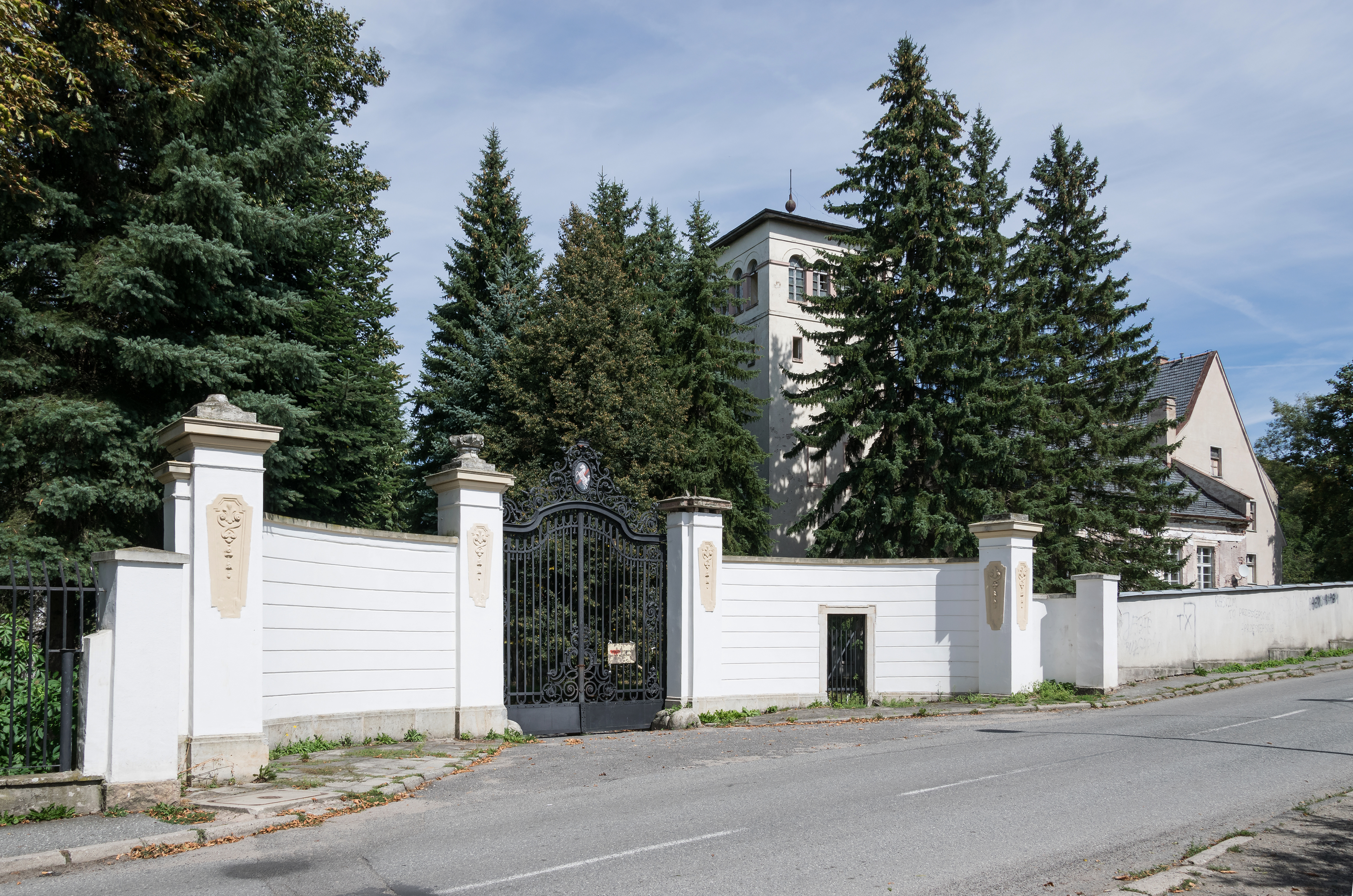
Das Schloss
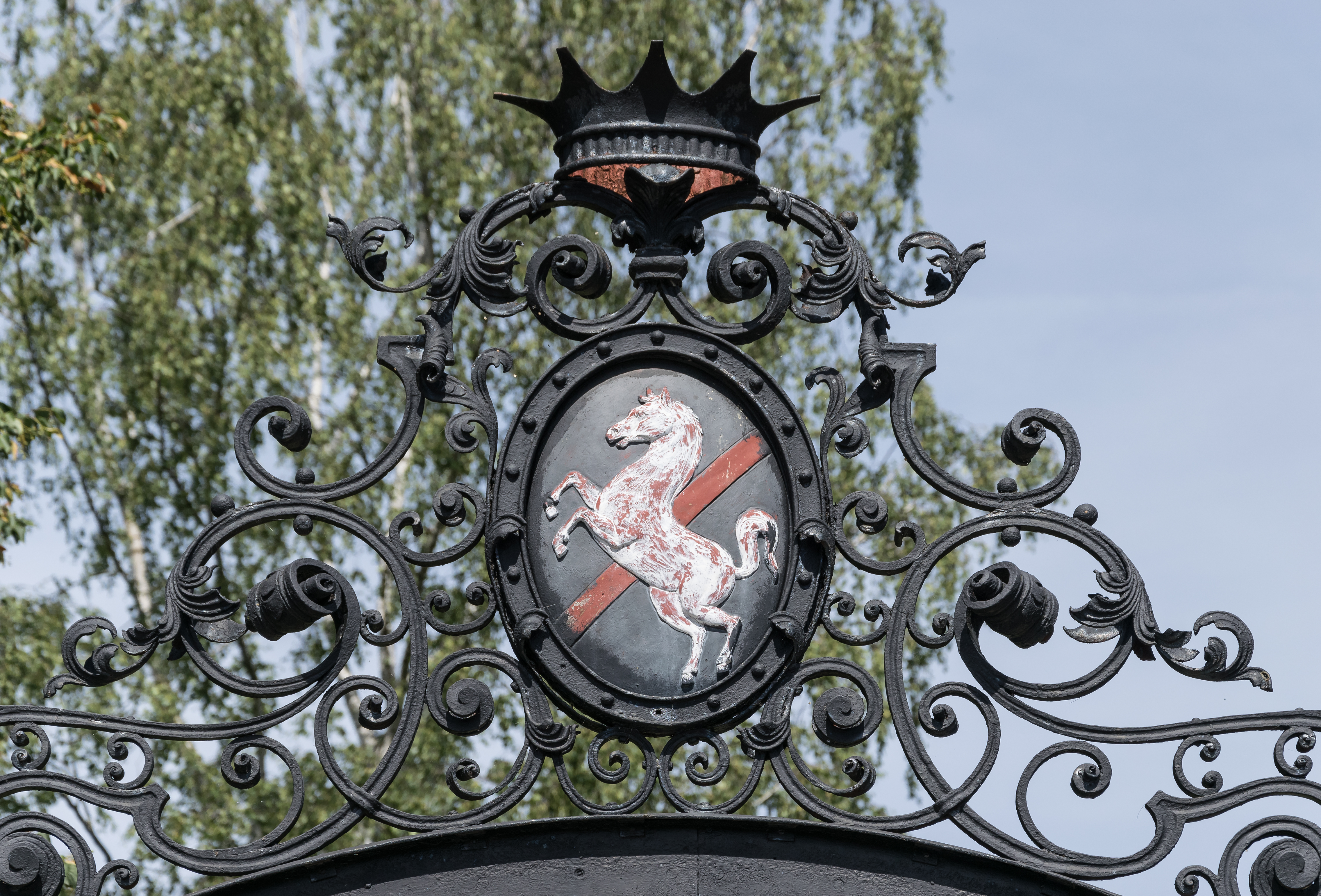
Wappen der Familie von Mutius

## Aus der Schlosschronik
- Peter von Biron, Herzog von Kurland und Sagan, starb am 13. Januar 1800 auf Schloss Gellenau, wohin er sich schwer krank von seinem Nachoder Schloss aus begab und Heilung durch die Quellen aus dem nahe gelegenen Bad Kudowa erhoffte.
- Als der preußische König Friedrich Wilhelm III. im Juni 1813 in dem benachbarten Dorf Tscherbeney weilte, von wo er sich zu den Gesprächen der antinapoleonischen Allianz nach Opočno in Ostböhmen begab, wohnten seine Söhne auf Schloss Gellenau. Die lebenslange Freundschaft zwischen dem Kronprinzen Wilhelm, dem späteren König Friedrich Wilhelm IV. und Carl von Mutius, geht auf diese Begegnung zurück.
- 1856 war Kronprinz Friedrich Wilhelm zusammen mit Generalstabschef Moltke zu einem eintägigen Besuch auf Schloss Gellenau.

## Persönlichkeiten
- Albert von Mutius (1862–1937), preußischer Offizier, zuletzt Generalleutnant
- Gerhard von Mutius (1872–1934), deutscher Diplomat; wurde auf Schloss Gellenau geboren
- Dagmar von Mutius (1919–2008), Schriftstellerin
- Gerta Scharffenorth (1912–2014), deutsche Politologin und Theologin